# Krystyna Szymańska-Lara
Krystyna Szymańska, coniugata Lara (Nidzica, 30 settembre 1969), è un'ex cestista polacca, professionista nella WNBA.

## Carriera
Con la Polonia ha disputato i Giochi olimpici di Sydney 2000 e tre edizioni dei Campionati europei (1991, 1999, 2003).